# Ликург (сын Алея)
Ликург (др.-греч. Λυκοΰργος) — персонаж древнегреческой мифологии, царь Аркадии после разделения Азанского царства. Один из Алеадов, сын Алея и Неэры. Жена Клеофила (либо Евринома). Дети Анкей, Эпох, Амфидамант, Иас, по одной из версий также Кефей (?) По Павсанию, только два сына — Анкей и Эпох.
Его могила в Лепрее (Элида). Гомер упоминает, что он предательски убил своего врага Ареифоя.